# Bezov kodeks
Bezov kodeks (latinsko Codex Bezae; oznaka D ali 05) je eden starejših ohranjenih svetopisemskih kodeksov. Napisan je bil v 5. stoletju v grščini in latinščini in v uncialni pisavi, fizično meri 33 x 27 cm.
Kodeks zajema štiri Evangelije in Apostolska dela. Trenutno ga hrani Univerza v Cambridgeu (Nn. II 41) v Cambridgeu.